# Cryoclastie

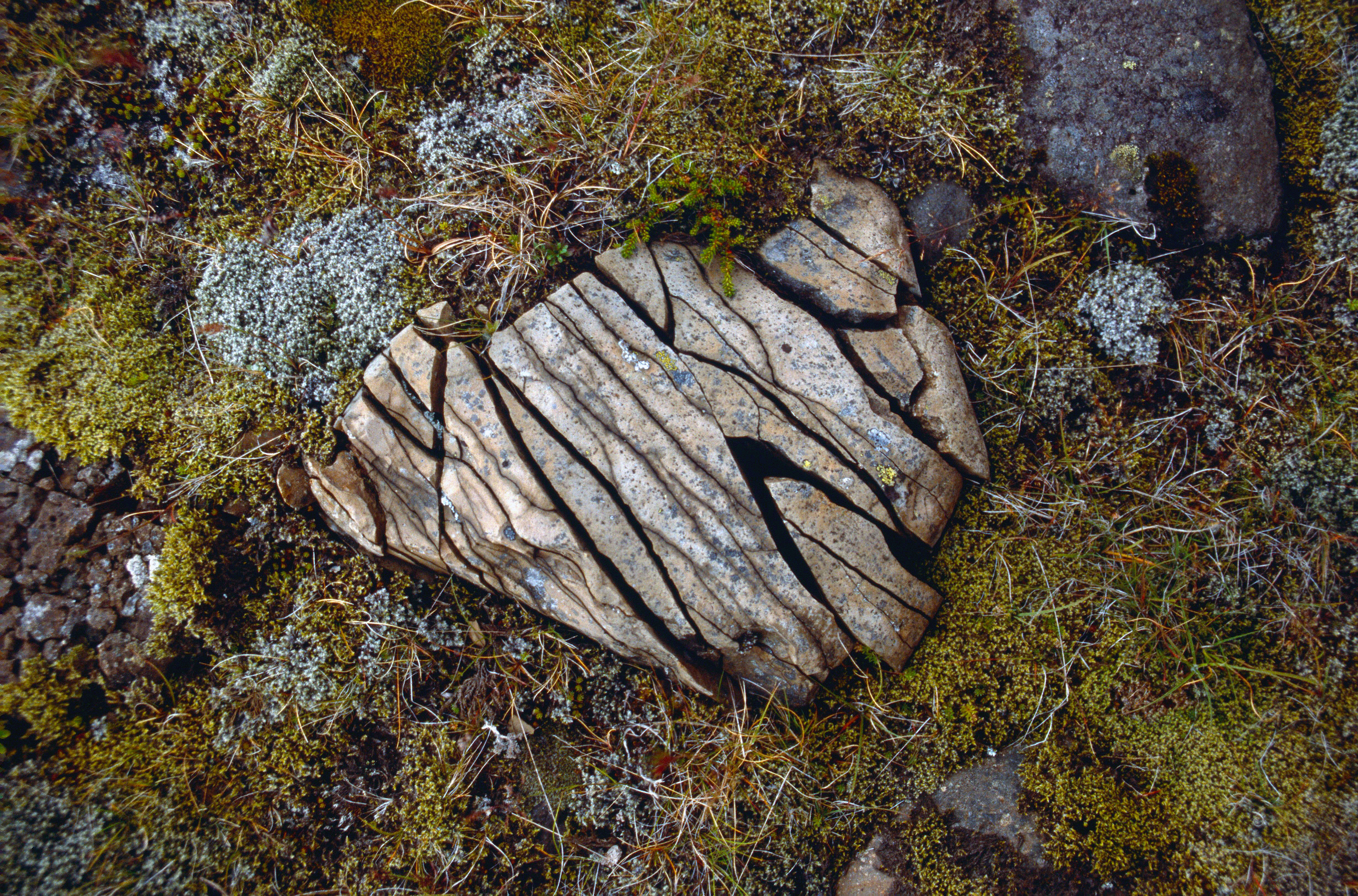
Un rocher fragmenté par la cryoclastie, en Islande.

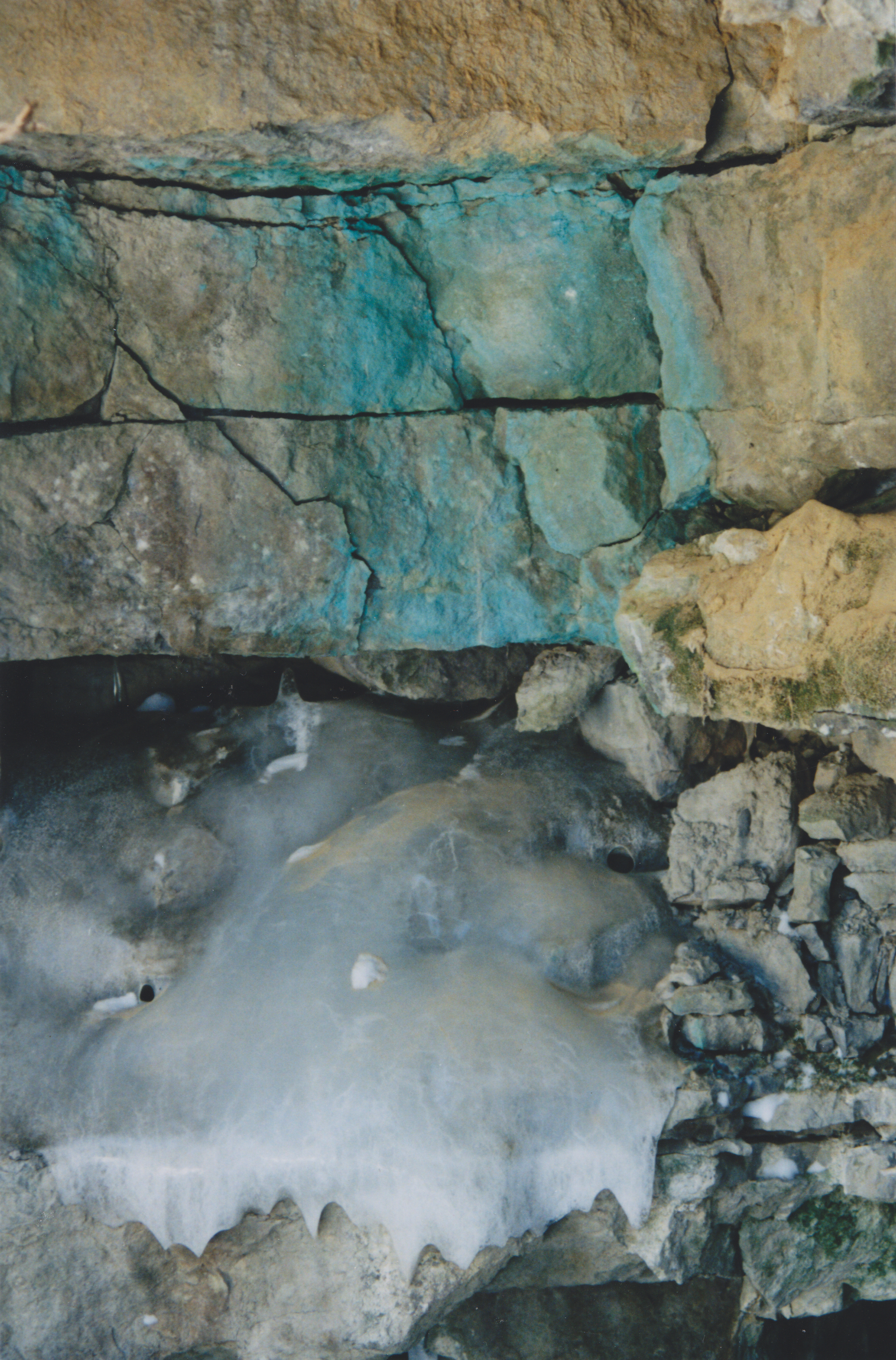
Paroi rocheuse à l'entrée aval de la grotte le Trou du Diable, Saint-Casimir (Québec)

La cryoclastie  (du grec ancien κρύος/kruos, « froid », et κλασις/klasis, « briser, rompre ») ou gélivation, ou gélifraction, est un processus géomorphologique de météorisation des roches, provoqué par les cycles de gel et de dégel de l'eau. En passant de la phase liquide à la phase solide, le volume de l'eau augmente d'environ 9 %. La glace contenue dans le réseau poreux des roches peut donc exercer des pressions disruptives importantes au sein de la masse rocheuse (de l'ordre de 15 daN/cm2).
La cryoclastie conduit à la fragmentation de la roche en débris anguleux, souvent de forme lamellaire, mais variable selon la texture de la roche (clivages cristallographiques, diaclases, plans de schistosité, foliations, microfissures). En fonction de la forme des débris, le débit des roches par la gélifraction est dit en « frites » (calcaires) ou en « rondelles » (basaltes, rhyolites). Le fragment rocheux anguleux détaché par la gélifraction est appelé gélifract.
La cryoclastie se distingue de l'haloclastie (météorisation par des cristallisations salines) et du glaciel (météorisation par des glaces).

## Géographie
L'action de la cryoclastie et la rapidité du processus dépendent de la teneur en eau de la roche (la craie, très microporeuse et à forte réserve en eau, y est particulièrement sensible), de l'amplitude des contraintes liées à l'alternance gel/dégel, de l'amplitude des variations thermiques journalières, du nombre de cycles gel-dégel quotidiens ; l'intensité du froid est un paramètre secondaire.
L'efficacité du processus est maximale dans les régions périglaciaires (climats subpolaires), mais il se rencontre sous presque toutes les latitudes, y compris sur les hauts sommets des montagnes tropicales (Mauna Kea à Hawaï, par exemple). Il est cependant inefficace dans les régions à climat polaire d'inlandsis où les températures sont constamment négatives.
Au pléniglaciaire dans les Alpes par exemple, la gélifraction associée au transport des matériaux fragmentés par les glaciers constituait la principale forme d'érosion.
La cryoclastie est maximale à l'étage subnival dans les hautes montagnes de la zone intertropicale, par exemple la cordillère des Andes, où l'amplitude thermique diurne fait passer chaque jour la température au-dessus et en dessous du point de congélation.

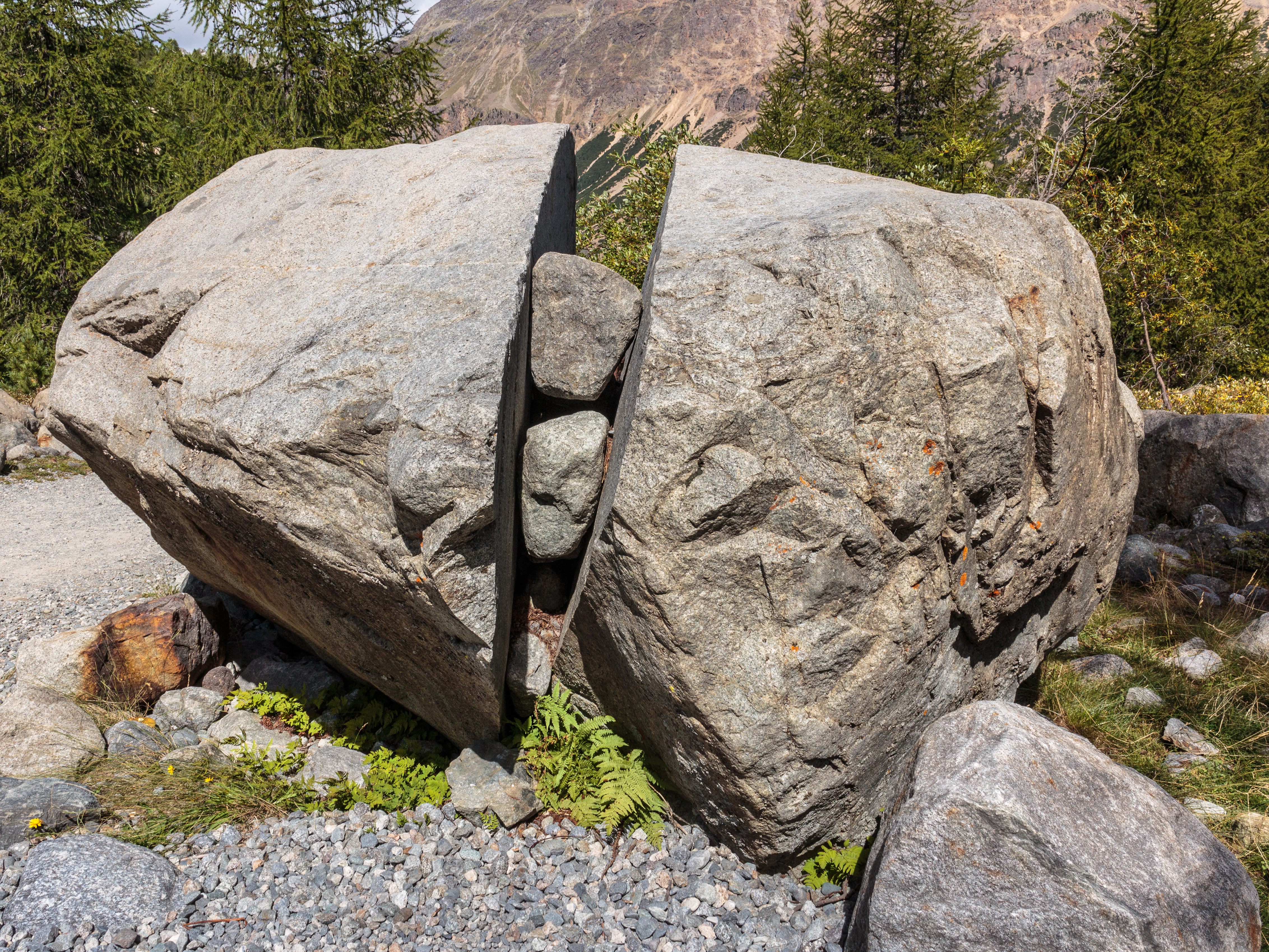
Pierre fracturée par cryoclastie près du glacier Morteratsch dans les Alpes (Canton des Grisons, Suisse).
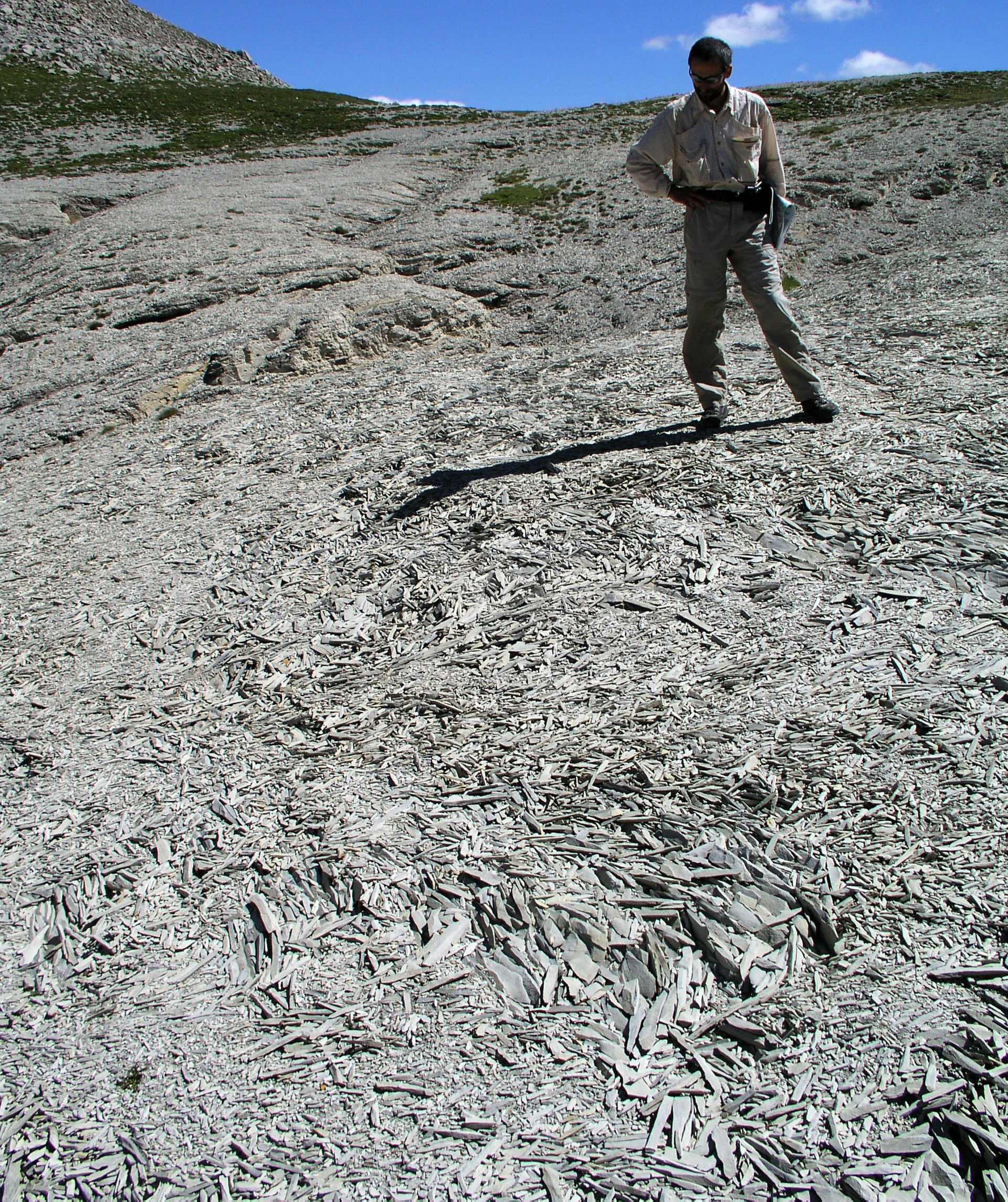
Débris calcaires en « frites », Colmars (Alpes-de-Haute-Provence, France).
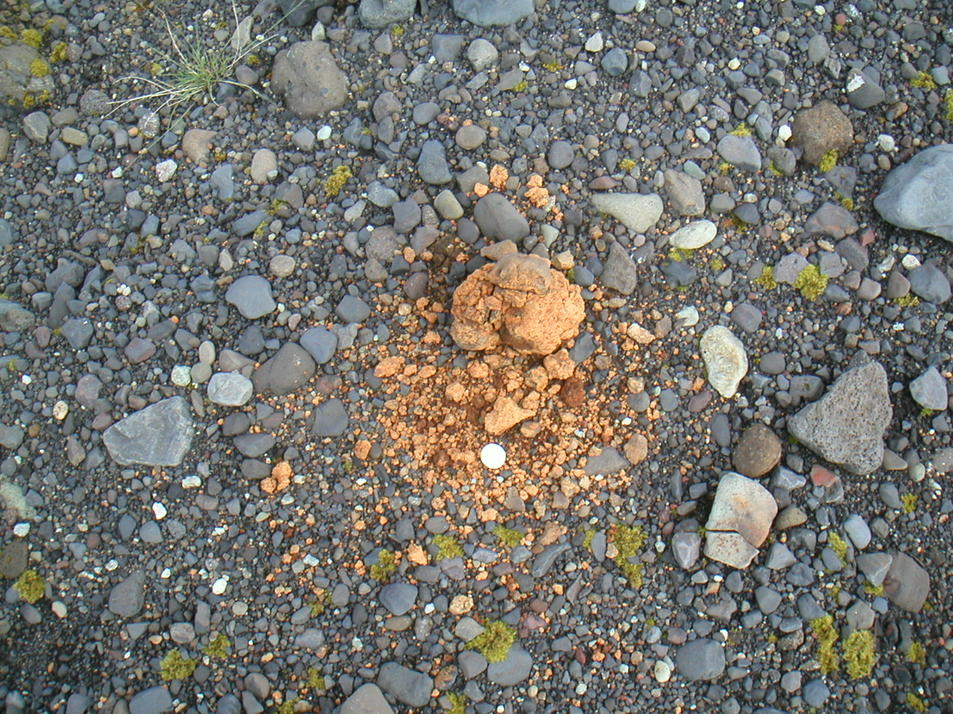
Un galet de hyaloclastite fragmenté par le gel au terme de cinq ans d'exposition, en Islande.
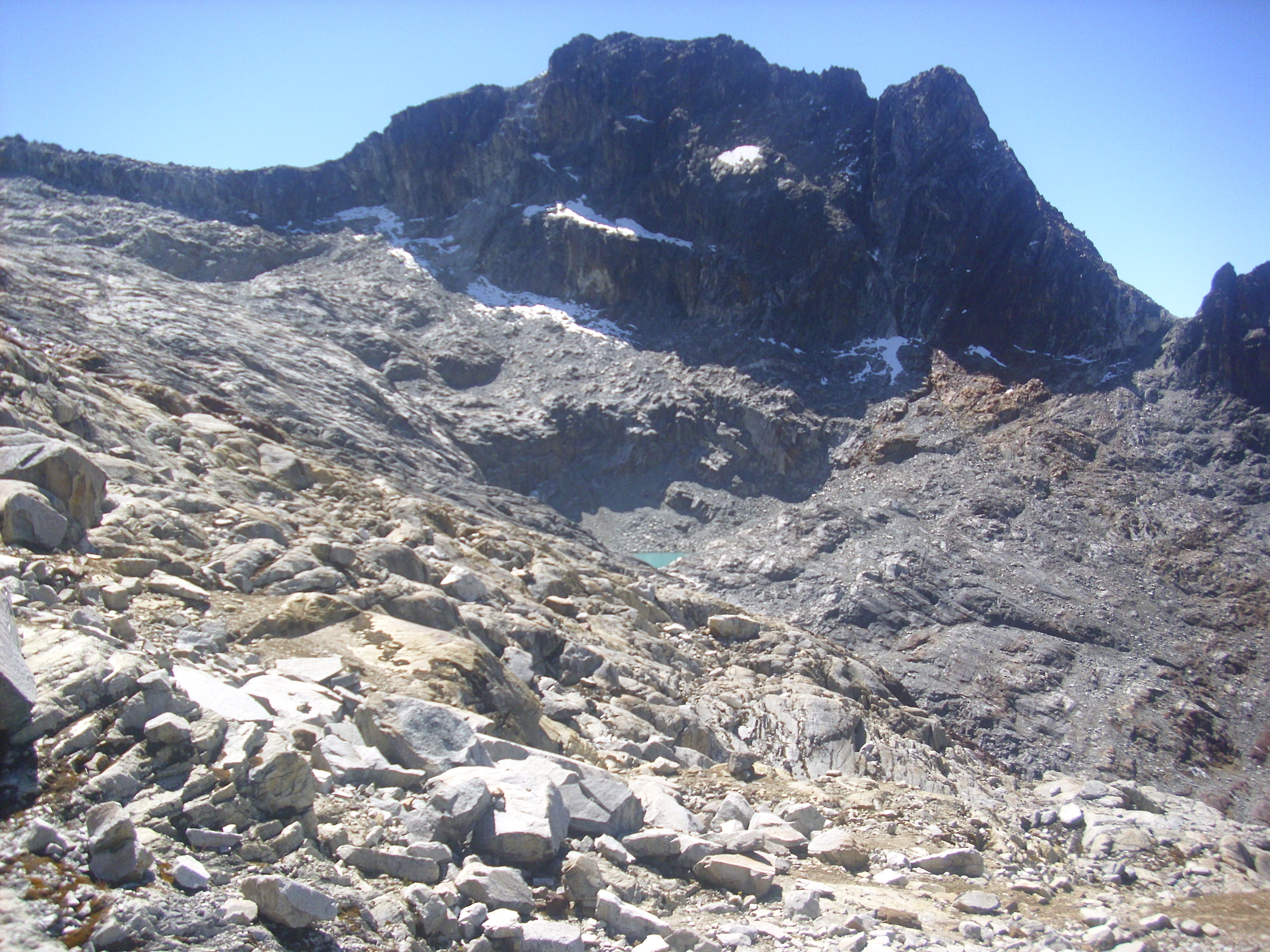
Roches fracturées au pic Bonpland (es), État de Mérida, Venezuela.

## Architecture et patrimoine bâti

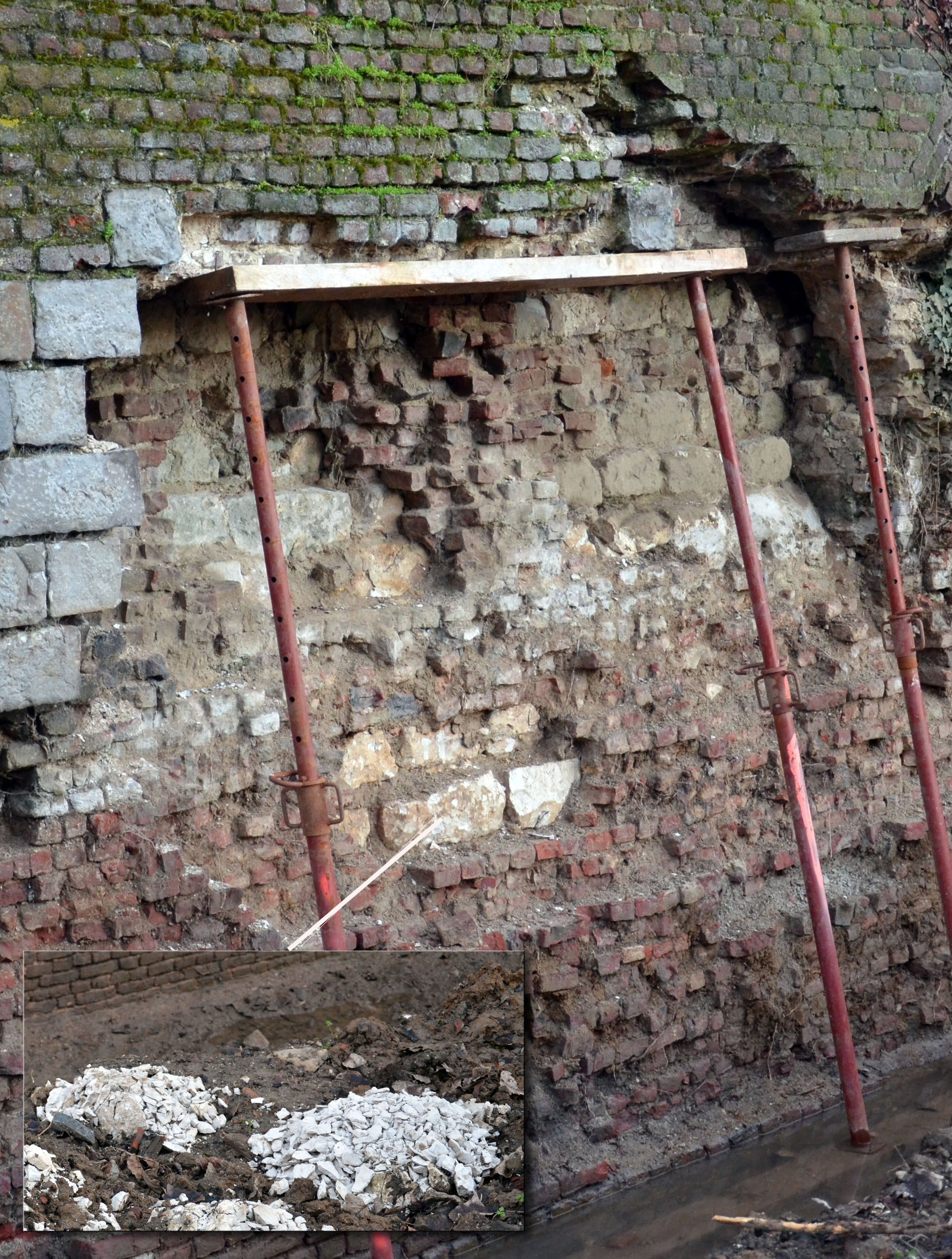
Restauration, en hiver, d'un mur ancien. Les pierres incluses dans le mur n'ont pas gelé (inertie thermique), mais celles qui étaient déposées au sol ont éclaté sous l'effet du froid (détail ci-dessous).

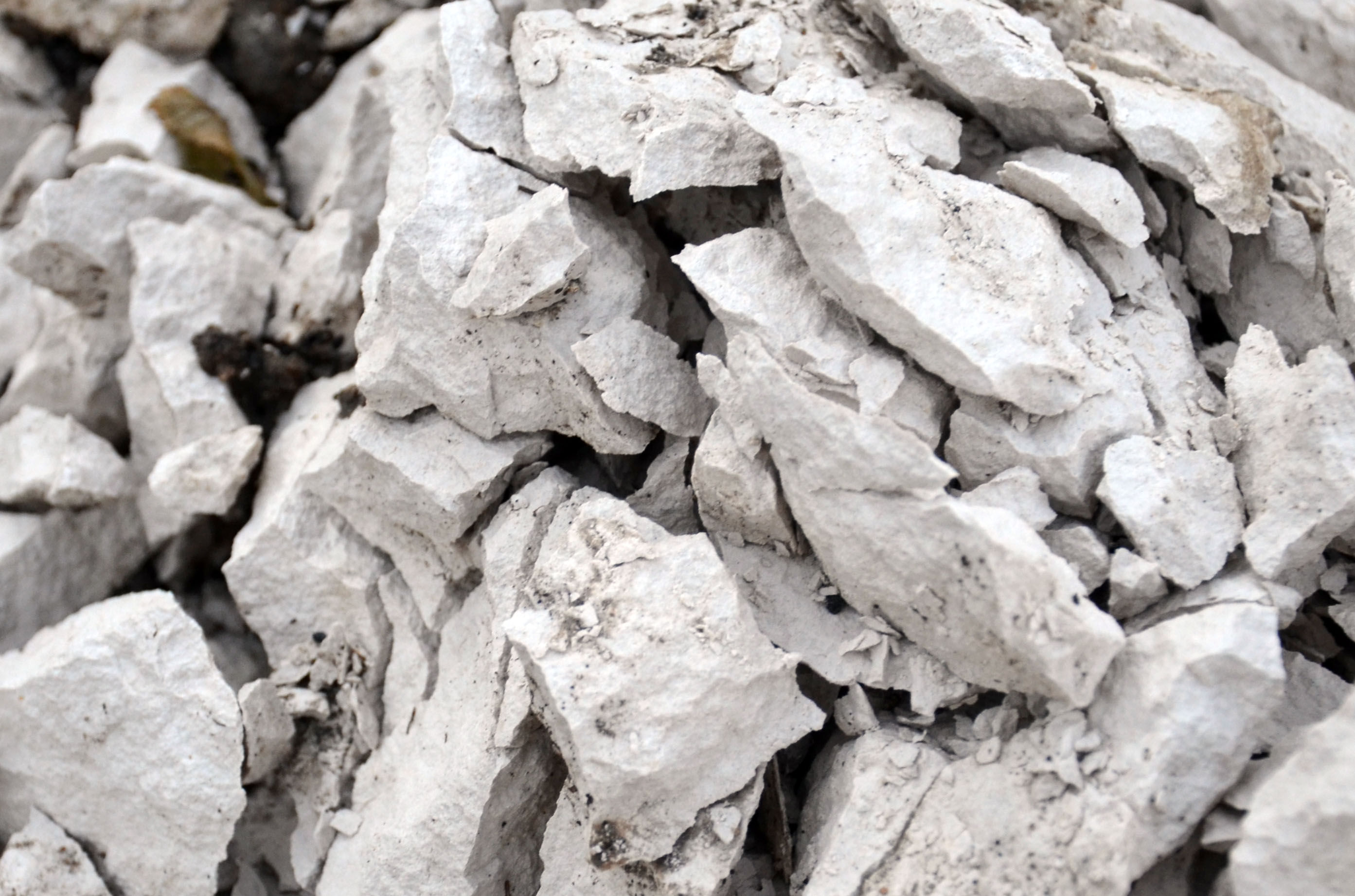
Exemple (détail) de cryofracturation d'un moellon de pierre calcaire issu de l'intérieur d'un mur d'enceinte de la citadelle de Lille, après seulement quelques jours d'exposition au gel.

Les monuments et les bâtiments en pierre subissent également, entre autres, ce phénomène de cryoclastie. Celui-ci peut conduire, sans entretien, à leur détérioration et à terme, à leur destruction.
En particulier, quand un bâtiment se dégrade, des briques gélives ou des pierres calcaires tendres (donc gélives) peuvent être mises à nu. Ces matériaux étaient précédemment protégés du froid et des chocs thermiques par l'épaisseur et l'inertie thermique du mur. Quand ce type d'appareillage vient à être mis au jour et exposé au gel, les matériaux peuvent se dégrader très rapidement (en quelques jours parfois) s'il s'agit de calcaires poreux et gorgés d'eau.
De même, le problème peut se poser de manière aiguë quand le niveau d'une rivière ou d'un fleuve baisse anormalement (par suite d'une sécheresse hivernale par exemple, ou de la suppression d'un barrage ou de l'ouverture exceptionnelle de ses vannes). Les parties inférieures (jusqu'alors toujours immergées) des murs de quais, des berges maçonnées, ou même de seuils ou radiers peuvent alors émerger et éclater sous l'effet du gel s'ils sont constitués de matériaux gélifs (c'est souvent le cas dans les régions calcaires ou ce matériau est le plus disponible et est facile à travailler et peu coûteux). Pour ces raisons, il est recommandé de pratiquer les restaurations de murs et de fondations en dehors des saisons froides.